# Hélios (collection)
Pour les articles homonymes, voir Hélios (homonymie).
Hélios est une collection de poche, dont les publications appartiennent aux littératures de genre (science-fiction, fantasy, fantastique), lancée en février 2013. Fondée par la maison d'édition Mnémos, elle est maintenant le fruit de la collaboration entre trois maisons d'éditions indépendantes : Mnémos, Les Moutons électriques et ActuSF, réunies dans le collectif Les Indés de l'imaginaire.

## Titres de la collection

### Parutions aux éditions Mnémos
1. L'Empire de poussière (tome 1) par Nicolas Bouchard
2. Planète à louer par Yoss
3. Les Légions dangeuses par Fabien Clavel
4. Arachnae par Charlotte Bousquet
5. L'Ange blond par Laurent Poujois
6. Le Songe des immortels par Ludovic Albar
7. Françatome par Johan Heliot
8. L'Empire de poussière (tome 2) par Nicolas Bouchard
9. Rue Farfadet par Raphaël Albert
10. Frankia (tome 1) par Jean-Luc Marcastel
11. Cytheriae par Charlotte Bousquet
12. La Révolte des ombres par Ludovic Albar
13. L'Empire de poussière (tome 3) par Nicolas Bouchard
14. Avant le déluge par Raphaël Albert
15. Frankia (tome 2) par Jean-Luc Marcastel
16. La Coexistence par Ludovic Albar
17. Matricia par Charlotte Bousquet
18. L’Île au trésor par Pierre Pelot
19. Les Enfants de l'éternité par Juan Miguel Aguilera et Javier Redal

### Parutions aux Indés de l'imaginaire
1. La Geste du Sixième royaume par Adrien Tomas
2. Ubik, le scénario par Philip K. Dick
3. L'Impasse-temps par Dominique Douay
4. Homo Vampiris par Fabien Clavel
5. Les Crépusculaires par Mathieu Gaborit
6. Car les temps changent par Dominique Douay
7. Interférences par Yoss
8. Ganesha - Mémoires de l'Homme-Éléphant par Xavier Mauméjean
9. Les Derniers Parfaits par Paul Béorn
10. La Sinsé gravite au 21 par Roland C. Wagner
11. Les Pilleurs d'âmes par Laurent Whale
12. Bloody Marie par Jacques Martel
13. Abyme par Mathieu Gaborit
14. Plus grands sont les héros par Thomas Burnett Swann
15. Nécromancien par Robert Holdstock
16. Le Grand Amant par Dan Simmons
17. La Maison des mages par Adrien Tomas
18. Aventuriers des étoiles par Roland C. Wagner
19. L'Île au trésor par Pierre Pelot
20. Les Enfants de l'éternité par Juan Miguel Aguilera et Javier Redal
21. Le Volcryn par George R. R. Martin
22. La Vie comme une course de chars à voile par Dominique Douay
23. Le Loup solitaire par Louis Joseph Vance
24. Évariste par Olivier Gechter
25. Dernière fenêtre sur l'aurore par David Coulon
26. L'Ambassade des anges par Benoît Renneson
27. Les Montagnes hallucinées par H. P. Lovecraft
28. Eternity Incorporated par Raphaël Granier de Cassagnac
29. Le Sentiment du fer par Jean-Philippe Jaworski
30. La Voix du feu par Alan Moore
31. Dans les veines par Morgane Caussarieu
32. Le Glaive de justice par François Darnaudet, Gildas Girodeau et Philippe Ward
33. L'Homme aux semelles de foudre par Ayerdhal
34. Panopticon par Nicolas Bouchard
35. Fasciste par Thierry Marignac
36. Métaphysique du vampire par Jeanne-A Debats
37. Oniromaque par Jacques Boireau
38. Notre-Dame des Loups par Adrien Tomas
39. Le Bouclier obscur par John Lang
40. Faux Visages par Louis Joseph Vance
41. La Santé par les plantes par Francis Mizio
42. L'Origine des victoires par Ugo Bellagamba
43. Kallocaïne par Karin Boye
44. Les Déchus par Fabien Clavel
45. L'Éveil par Fabien Clavel
46. Inner City par Jean-Marc Ligny
47. Poupée aux yeux morts par Roland C. Wagner
48. Au fil du temps par George R. R. Martin
49. Harry Dickson 1 par Robert Darvel
50. Un tremplin vers l'utopie (anthologie)
51. Nocturnes par Laurent Fétis
52. Rite de passage par Alexei Panshin
53. L'Héritière par Jeanne-A Debats
54. Je suis ton ombre par Morgane Caussarieu
55. Le Pont sur les étoiles par James E. Gunn et Jack Williamson
56. Les Magiciens par James E. Gunn
57. Les Derniers Parfaits par Paul Beorn
58. Consciences virtuelles par Ayerdhal